# 하이폴리머 아인 지우개
하이폴리머 아인 지우개는 일본의 기업인 펜텔에서 생산하는 지우개이다. 대한민국에서는 아톰상사가 수입하고 있다. 학생들이 가장 많이 사용하는 지우개 중 하나이다. 펜텔의 지우개 중에서는 가장 대중적이고 잘 알려진 시리즈이다. 부드러우면서 잘 부서지지 않는 게 장점으로, 잘 지워지기도 하고 지우개 가루도 깔끔한 것이 이 지우개를 쓰는 주 이유가 된다. 

## 종류

### 하이폴리머 아인 블루
가볍게 지워지는 일반형이다. 아인 블루는 가장 흔하고 구하기 쉽다. 적은 지우개 가루로 책상이 잘 더러워지지 않는다, 다만 이것이 단점으로 작용하면 지우개 가루가 굉장히 작게 뭉쳐지고 약간의 끈적임마저 있어서 잘 안 털어진다.

### 하이폴리머 아인 레드
부드럽게 지워지는 소프트형이다. 지우개를 자세히 보면 가볍게 지워지는 타입 보다 살짝 옅고 투명해 보이는 색상을 띠고 있다. 레드는 블루와는 차이가 많이 난다. 지울 때 다소 빡빡한 느낌이 나는 블루와는 달리, 레드는 약간만 힘을 줘도 잘 지워진다. 지우개 가루도 블루와는 달리 하나로 뭉쳐져서 나오기 때문에 굉장히 깔끔한 편. 때문에 치우기도 굉장히 쉽다. 단점은 다른 컬러보다 내구성이 약해 힘을 세게 줘서 지우면 지우개가 부러질 수 있으며 오래 놔두게 되면 굉장히 뻑뻑해져서 안 지워진다.

### 하이폴리머 아인 블랙
블랙은 블루+레드에 가깝다. 다만 타입은 가볍게 지워지는 타입으로 쓰여져 있다. 지우개 가루는 블루보다 적게 나지만 레드보다는 많이 난다. 블루나 레드에 비해 아주 약간 낫다는 의견이 많다. 3가지의 색을 모두 써본 사람들이라면 가장 선호하는 제품이다. 검은색으로 흑연 가루가 묻어도 보이지 않아 깔끔하다는 특징이 있다. 하지만 이것이 단점으로 작용하면 흑연 가루가 묻어있는지 모르고 지웠을 경우 이가 종이에 묻어 나오는 경우가 있다. 또, 장시간 연속 사용할 경우, 지우개 자체가 물러지는 경우가 있다.

### 하이폴리머 아인 컬러
노란색과 분홍색,연두색,하늘색이 있으며 내용물은 가볍게 지워지는 타입 제품과 같다. 하이폴리머 아인 컬러 제품은 전부 대만산이다.

### 한정판
아인 지우개의 한정판. 출시일은 2015년 12월 21일이다. 한국에서 일정 수량 판매된 것으로, 한국 판매량이 많아 일본 펜텔사에서 특별히 기획, 제조한 상품이다. 가볍게 지워지는 타입을 사용했다. 다만 포장지만 바꾼 것 뿐이다. 포장지가 사용하다 보면 벗겨질 수 있다.

### NON-PVC 아인 슬림(아인 SALA)
NON-PVC 아인 슬림은 2014년 1월 15일에 출시한 지우개이다. 두께 4.5mm의 초슬림 바디를 가지고 있다. 덕분에 족집게처럼 필요한 부분만 지울 수 있다. NON-PVC인 만큼 엘라스토머 재질로 제조되었다. 일본에서는 아인 SALA라는 이름으로 판매되는데 슬쩍(일본어: さらっと) 지울 수 있는 타입이라 이름이 아인 SALA이다. 가격은 100엔으로 대한민국에 들어오는 NON-PVC 아인 슬림의 경우 대만산이다.

## 논란

### 유해물질 검출
2016년 9월 21일 환경부에서 펜텔 아인지우개를 포함한 30개 제품에서 기준치를 초과한 유해물질을 확인했다고 발표했다. 입에 물고 빨지 않는 이상은 그렇게 위험하지는 않다고 한다. 아예 포장지 자체에 프랄로테이드계 가소제 포함여부에 대해 경고해두었기 때문에 크게 논란이 되진 않았다. 그럼에도 수입업체에서는 해당 유해물질이 포함되지 않은 신제품으로 무상 교환해주고 있다. 블루 기준으로 구제품과 신제품간 성능 차이는 없다고 봐도 좋을 정도로 미미하다.

### 다케시마 후원 상품
과거 펜텔이 독도가 일본땅이라는 단체에 수익을 일부 기부했다는 소문이 퍼졌다. 하지만 펜텔에서 직접 그런 사실이 없다고 정식으로 부인했다.